# 中沢家の人々
『中沢家の人々』（なかざわけのひとびと）とは、三代目三遊亭圓歌作の新作落語。
圓歌（本名:中澤 信夫、得度後は中澤 圓法を名乗る）が、自分の落語家になるまでの道のりと落語家になってからの生活を語る「自伝的落語」である。晩年の圓歌は高座でこの噺を演じることが多かった。

## ソフト

### CD
- 『中沢家の人々～完全版』（オーマガトキ、2005年7月）
- NHK CD 新落語名人選『三代目 三遊亭円歌~中沢家の人々|浪曲社長|坊主の遊び』（ユニバーサルミュージックインターナショナル、2005年12月）
- なごやか寄席シリーズ『三代目 三遊亭 圓歌  西行・中沢家の人々』（ユニバーサルミュージックインターナショナル 2010年10月）

### DVD
- NHK DVD 落語名作選集『三代目 三遊亭圓歌　西行／中沢家の人々』（ユニバーサルミュージックインターナショナル 2006年1月）

エピソードの集合であるため、寄席やテレビ・ラジオで演じる時には短く演じているが、2005年3月31日に鈴本演芸場で行われた「三遊亭圓歌の会」での高座を収録した完全版がCDとして出されており、前後の観客の拍手等も含まれた収録時間は65分26秒である。また『～完全版』はCD発売一週目には落語CD史上（おそらく）初のオリコン総合チャートにランクインし、発売4か月で10,000枚以上を売り上げている。

## 噺に登場するエピソード(マクラで語ったエピソードを含む。)
- 元々吃音者であり、岩倉鉄道学校（現:岩倉高等学校）卒業後、国鉄新大久保駅に配属になって接客をしている時に上手く話せない事をコンプレックスに感じ、落語界に進むきっかけとなった。また、吃音矯正のために入門した二代目三遊亭圓歌も実は吃音者であった。二代目圓歌、三代目圓歌共に吃音者と言う事を自身は「落語界七不思議の一つ」と言っている。
- NHK出身で、後にフジテレビのアナウンサーになる小川宏は幼馴染みで、昔三軒先に住んでいた事がある。彼も実は吃音者であった。幼少の頃の圓歌は小川の真似をしてるうちに本物の吃音者になってしまったと言う。
- 両親は圓歌が「今度、吃音直すために落語家になって修行する」と言い、落語家になると伝えた際、父から殴る蹴る張り倒すの暴力を受け、「お前は親って字を知ってるのか？立ち木を見ると書いて親と読ませる。親父がお前達の面倒を見る事を立つ木を見ると言うんだよ。そんな事も知らねぇで落語家になって修行する？やれ！！その代わり俺はお前の親でもなければ子でもないから出てけ」と言われ、勘当を食らう。父は男だから仕方ないが、母はこんな時「やりたいって言ってるんだからやらせてあげたら？」と止めそうだが止める所か「あたしゃおまえを産んだ覚えはないね」と煙草をふかしながら言われた。更に父から「このままだとお前は馬鹿だから戻ってくる恐れがある。戸籍謄本から(籍を)抜いといてやる」と戸籍から息子の名前を抹消したにもかかわらず圓歌が家を新築するや否や「同居する」と言い出し、父親は「あんちゃんのお陰で良い生活出来る」と言う。圓歌は「親は嘘つきだな」と言っている。
- 兄弟の中で自分以外は親の金で大学を出たが、学費を出した息子の家には置いてもらえず縁も所縁もない自分の家にいる。
- そして東京都千代田区六番町の自宅（作家有島武郎の旧家）に圓歌の両親、亡妻の両親、後妻の両親と6人も「年寄りが佃煮にする」ほどいた。だから寄席で前の席見ても驚かない。家でも寄席でも同じだ。未だに家には便所が6つあるらしい。
- その自宅では毎朝、近所からけたたましい声が聞こえていた時期がある。何を言っているのか耳をそばだてると「ズーム・イン！」（自宅の近所に当時日本テレビ放送網の本社屋(後に麹町分室→番町スタジオ)があった）。
- ある日の朝、母親たちが散歩に行くと大きなトラックにひかれそうになった。トラックの運転手(圓歌曰く「俺と同じ本物の江戸っ子」)から「気をつけて歩けくそったればばあ！まごまごしてっとひき（轢き）殺すぞ！」と圓歌が普段言えない事を言う。しかし、負けじと母親は「なんだいこの野郎、車が人をひく？笑わせるんじゃねえ。昔は人が車をひいて（曳いて）たぞ！」と言い返した。母は人力車の事を言ったのだが、この下りを若い人の前で語ると人力車を知らないから全く笑わないない。そのやり取りを見て「俺は人を笑わすのに三十何年(母親がトラックに轢かれそうになった当時)苦労してんのにお袋、3秒で笑わしたもん。こんなのに負けちゃいられねぇって慌てて坊さんになった」これが、圓歌が落語家を一時休業し、得度して僧侶になった理由。
- 圓歌が得度して僧侶になるため、身延山へ修行に入った際、心筋梗塞で倒れ、救急車で病院に運ばれた。「いろんな人がいるが、寺から病院へ行った奴は自分だけだ」これについて意味が分からなかったいい歳の客が楽屋に来て「円歌さん、これはどういう意味ですか？」と問うたので説明したら「ああそうですか」と感心して帰った。これに対して「落語も感心されちゃおしまいですよ」
- そして意識不明の最中、マスコミから問い合わせの電話が来て「師匠のご病気は？」との質問に弟子の一人（小円歌とも）が、「近親相姦です」と答えた。
- 意識が戻り目を開けると、前述の母親が涙ながらに「代われるものなら代わってやりたい」と言っていた。後から聞くと「そんなこと言った覚えはねえ」と嘯いた。
- 母は、「おまえにいくらか世話んなったか知らないけどね、あたしゃ死ぬときは子孝行して死んで行くよ」と言うも、圓歌は「またこのクソッタレババア何か言ってんな」と信じなかった。ある日の朝、弟子が起こしに来た時、布団の中で静かに息を引き取っていた。病院の世話も排泄の世話も一切させず母の言った通り子孝行して逝ったとの事である。
- 「学校で先生が吃りって言いやがった」と父親に言い付けたが、「しょうがねえ、おまえは本物（ほんもん）だもん」と言われる。
- 新大久保駅に配属されていた頃、並ばされて番号を言わされたが、吃音者が言いにくい7番目に並ばされて「７」が言えなかったら「前に出ろ。この馬鹿野郎、戦争中に吃るとは何だ」と理不尽な事を言われた。これについて圓歌は「こんな分からねぇ事あるか？吃りは戦争だって平和だって吃る」と不満を述べた。その後、「今泉」という先輩（先生とも）に引っぱたかれた。引っぱたかれた事が余程憎かったらしく、「この野郎、内地空襲になったら真っ先に殺してやる」と思った程で、引っぱいた先輩の名前を未だに覚えている。その先輩の息子が奇しくも講談師の一龍齋貞鳳（本名：今泉正二）だった。その後貞鳳が参議院議員に当選し、貞鳳が「やあやあ、君君（きみきみ）」と圓歌に声をかけたところ、圓歌曰く「卵の黄身に間違えられた」と不快に思った。
- 高座に上がると今でも「歌奴！」と呼ばれるのはいいが、「山の穴（＝「授業中」）やれ！」と言われるのは心外だ。あんな大昔の落語などとうの昔に忘れた。
- 朝のお勤めをしようとしたら来なくて良いのに6人全員仏壇の前に来るが、まともに座れない。皆、足の取れた卓袱台みたいだ。圓歌が読経し始めてしばらくしたら「南無阿弥陀仏、南無阿弥陀仏」と大声で唱える。圓歌は心の中で「お前ら、終いにはたたっ殺すぞ。俺が日蓮宗なのに何でおめぇらが南無阿弥陀仏だこの野郎」と思い、本気で頭に来たから「後ろにいないで前に来て入れ！！」
- 父親が家にある螺旋階段の上から(息子の)弟子を呼ぼうとしたら入れ歯が外れてケックリコンコン、ケックリコンと音を立てて螺旋階段を転げ落ちた。その時、入れ歯を拾おうとした父親も転げ落て入院する事になる。もう帰って来ないだろうと思ったら2年後に無事退院し、帰宅した。
- ある寄席の高座でお辞儀したら(「言葉が汚くて申し訳ねぇけど」と断りを入れて)目の前に汚ねぇジジイが座っていた。そのジジイがやたら俺を見て懐かしい顔をする。どっかで会った人だなぁと考えている内に落語分からなくなった。終了後その人が楽屋に訪ねてき来て「暫くでした。中澤さん」その人は同級生だった。(老けた同級生を見て)それから人生暗くなった。